# Ampliación Felipe Carrillo Puerto
Ampliación Felipe Carrillo Puerto är en ort i Mexiko.   Den ligger i kommunen Huamantla och delstaten Tlaxcala, i den sydöstra delen av landet, 130 km öster om huvudstaden Mexico City. Ampliación Felipe Carrillo Puerto ligger 2 421 meter över havet och antalet invånare är 134.
Terrängen runt Ampliación Felipe Carrillo Puerto är platt österut, men västerut är den kuperad. Runt Ampliación Felipe Carrillo Puerto är det ganska tätbefolkat, med 108 invånare per kvadratkilometer. Närmaste större samhälle är Huamantla, 8,3 km väster om Ampliación Felipe Carrillo Puerto. Trakten runt Ampliación Felipe Carrillo Puerto består till största delen av jordbruksmark.